# Calamagrostis polycephala
Calamagrostis polycephala là một loài thực vật có hoa trong họ Hòa thảo. Loài này được Vaniot mô tả khoa học đầu tiên năm 1904.